# Guðmundur Eiríksson
Guðmundur Eiríksson (* 26. Oktober 1947 in Winnipeg, Manitoba) ist ein isländischer Jurist und Diplomat. Er war von 1987 bis 1996 Mitglied der Völkerrechtskommission der Vereinten Nationen und wirkte anschließend von 1996 bis 2002 als Richter am Internationalen Seegerichtshof.

## Leben
Guðmundur Eiríksson wurde 1947 in Winnipeg geboren und erwarb 1970 am Rutgers College zunächst einen Abschluss als Bauingenieur, bevor er Rechtswissenschaften studierte und 1973 am King’s College der University of London einen LL.B.-Abschluss sowie ein Jahr später an der Columbia University einen Master of Laws (LL.M.) erlangte. Anschließend wirkte er von 1974 bis 1976 als Funktionär in der Abteilung für Seerechtsangelegenheiten des Sekretariats der Vereinten Nationen in New York. Danach fungierte er von 1977 bis 1996 als Justiziar im isländischen Außenministerium und darüber hinaus von 1988 bis 1996 auch im diplomatischen Dienst seines Heimatlandes. In dieser Zeit war er als Botschafter in Kanada, Nicaragua, Kolumbien und Panama sowie in Costa Rica, Ecuador und Venezuela eingesetzt. Daneben arbeitete Guðmundur Eirikson von 1987 bis 1996 als Dozent an der Universität Island. Zwischen 1994 und 1995 übernahm er eine Gastprofessur an der University of New Mexico.
Von 1987 bis 1996 gehörte Guðmundur Eiríksson der Völkerrechtskommission der Vereinten Nationen an, für die er 1990 als Berichterstatter sowie 1993 als erster Vizepräsident fungierte. Außerdem war er von 1978 bis 1982 Mitglied der isländischen Delegation bei der dritten UN-Seerechtskonferenz, die zum Abschluss des Seerechtsübereinkommens führte, sowie von 1984 bis 1988 zum Vorbereitungskomitee für die Internationale Meeresbodenbehörde und den Internationalen Seegerichtshof (ISGH). Mit der Gründung des ISGH in Hamburg wurde er im Oktober 1996 zum Richter gewählt. Er gehörte dem Gerichtshof bis 2002 an und war ab Oktober 1999 Präsident von dessen Kammer für Streitigkeiten im Bereich der Fischerei.
Nach Ende seiner Tätigkeit als Richter kehrte Guðmundur Eiriksson wieder in den diplomatischen Dienst zurück und wurde zwischen 2003 und 2005 auf den Posten des isländischen Botschafters in Peru berufen. Von 2008 bis 2009 hatte er die Position des Botschafters für Südafrika, bevor er zwischen 2009 und 2014 das Amt des Botschafters in Indien ausübte.
Guðmundur Eirikson ist mit der Psychologin Thorey Vigdis Olafsdottir verheiratet, mit der er vier Kinder hat.

## Publikationen (Auswahl)
- The Work of the International Law Commission at its 41nd Session. In: Nordic Journal of International Law. 58, 1989, ISSN 0902-7351, S. 287–320.
- The Work of the International Law Commission at its 42nd Session. In: Nordic Journal of International Law. 59, 1990, S. 204–227.
- The Work of the International Law Commission at its 46nd Session. In: Nordic Journal of International Law. 64, 1995, S. 59–127.
- The International Tribunal for the Law of the Sea. Nijhoff, Den Haag u. a. 2000, ISBN 90-411-1418-1.

## Auszeichnungen
- 1995: Kommandeur des Falkenordens